# Anna Maria Bottini
Anna Maria Bottini (Milano, 24 marzo 1916 – Giove, 9 agosto 2020) è stata un'attrice italiana.

## Biografia
Frequentò la Scuola di recitazione dell'Accademia dei filodrammatici di Milano, sotto la direzione di Ettore Berti ed Emilia Varini, dove si diplomò nel 1936. Cominciò a lavorare per il cinema al termine del secondo conflitto mondiale, anche se, nonostante le indubbie capacità d'interprete, la Bottini non fu mai scritturata per ruoli da protagonista. Ottima e frizzante attrice caratterista, dalle battute mordaci e gustose e dal piglio aggressivo, lavorò in decine di pellicole, collaborando anche con registi di notevole importanza, come Luchino Visconti, per il quale recitò ne Il Gattopardo (1963), nella parte della governante francese mrs. Dombreuil. Fu molto attiva anche in televisione, apparendo tra l'altro nello sceneggiato Il triangolo rosso (1967), diretto da Piero Nelli. Abbandonò l'attività cinematografica all'inizio degli anni ottanta, dedicandosi in seguito esclusivamente al teatro. Il marito era l'attore Tino Bianchi.

## Filmografia

### Cinema
- I figli del marchese Lucera, regia di Amleto Palermi (1938)
- Altura, regia di Mario Sequi (1949)
- Canzoni per le strade, regia di Mario Landi (1950)
- Abbiamo vinto!, regia di Robert A. Stemmle (1951)
- La paura fa 90, regia di Giorgio Simonelli (1951)
- La passeggiata, regia di Renato Rascel (1953)
- Donne proibite, regia di Giuseppe Amato (1953)
- La voce che uccide, regia di Aldo Colombo (1956)
- La legge, regia di Jules Dassin (1958)
- I tartassati, regia di Steno (1959)
- Il corazziere, regia di Camillo Mastrocinque (1960)
- La ragazza sotto il lenzuolo, regia di Marino Girolami (1961)
- Il Gattopardo, regia di Luchino Visconti (1963)
- Gli imbroglioni, episodio Suore, regia di Lucio Fulci (1963)
- La ragazza in prestito, regia di Alfredo Giannetti (1964)
- Un mostro e mezzo, regia di Steno (1964)
- Il morbidone, regia di Massimo Franciosa (1965)
- Rugantino, regia di Pasquale Festa Campanile (1973)
- La bella e la bestia, episodio La promessa, regia di Luigi Russo (1977)

### Televisione
- No, No, Nanette, regia di Vito Molinari, trasmessa l'8 gennaio 1955.
- Wunder Bar, regia di Daniele D'Anza, trasmessa il 4 giugno 1955.
- Ti conosco mascherina, regia di Vito Molinari, dal 3 novembre al 29 dicembre 1955.
- Un, due, tre di Ferenc Molnár, regia di Silverio Blasi, 28 aprile 1956.
- Lui e lei, regia di Vito Molinari, dall’8 maggio al 26 giugno 1956.
- Pane altrui di Ivan Turgenev, regia di Tatiana Pavlova, 22 giugno 1956.
- Fanny e i suoi domestici di Jerome K. Jerome, regia di Silverio Blasi, 31 agosto 1956.
- Un bicchier d'acqua di Eugène Scribe, regia di Corrado Pavolini, 12 ottobre 1956.
- L'istantanea sotto l'orologio di Gastone Tanzi, regia di Edmo Fenoglio, 27 ottobre 1956.
- Lui, lei e gli altri, regia di Vito Molinari, dal 2 ottobre 1956 al 18 dicembre 1956.
- La signora delle camelie di Alexandre Dumas (figlio), regia di Daniele D'Anza, 21 giugno 1957.
- Ma non lo siamo un poco tutti di Federico Lonsdale, regia di Giacomo Vaccari, 23 agosto 1957.
- Gli agnellini mangiano l’edera di Noel Langley, regia di Giacomo Vaccari, 30 agosto 1957.
- Così è (se vi pare) di Luigi Pirandello, regia di Silverio Blasi, 17 gennaio 1958.
- Le luci della strada di Anna Bonacci, regia televisiva di Luigi Di Gianni, 15 luglio 1958.
- Il divorzio di Marco Praga, regia di Claudio Fino, 15 maggio 1959.
- Teddy e il suo partner di Yvan Noé, regia di Mario Landi, 10 luglio 1959.
- Il gabbiano di Anton Čechov, regia di Mario Ferrero, 1⁰ luglio 1960.
- Il destino numero uno, due, tre di Paolo Emilio D’Emilio, regia di Giacomo Vaccari, 16 agosto 1960.
- I proverbi per tutti di Vittorio Metz, regia di Carlo Di Stefano, 30 settembre 1964.
- La sconcertante signora Savage di John Patrick, regia di Guglielmo Morandi, 11 ottobre 1964.
- Il macchiettario di Vittorio Metz, regia di Lino Procacci, 27 novembre 1964.
- La zitella, di Carlo Bertolazzi, regia di Flaminio Bollini, 18 giugno 1965.
- La gastalda di Carlo Goldoni, regia di Carlo Lodovici, 26 ottobre 1965.
- Mezze luci di Amendola e Isidori, regia di Gianni Serra, dal 23 gennaio al 13 febbraio 1966.
- Il triangolo rosso, episodio Il guardiano notturno, regia di Piero Nelli, 25 agosto 1967.
- Serata con Cesare Pavese, regia di Daniele D'Anza, 12 settembre 1967.
- Visita di condoglianze e Delitto a villa Roung di Achille Campanile, regia di Flaminio Bollini, 15 marzo 1968.
- Gli ultimi cinque minuti di Aldo De Benedetti, regia di Carlo Lodovici, 17 settembre 1968.
- Qualcosa di nostro di Jack Pulmann, regia di Giuseppe Di Martino, 10 gennaio 1969.
- La famiglia Benvenuti, regia di Alfredo Giannetti, prima e quinta puntata (1969)
- Dream girl di Elmer Rice, regia di Flaminio Bollini, 31 agosto 1969.
- I tromboni di Federico Zardi, regia di Raffaele Meloni, 6 agosto 1971.
- Il commissario De Vincenzi, episodio Il mistero delle tre orchidee, regia di Mario Ferrero, 7 e 9 aprile 1974.
- A torto e a ragione, episodio Da dove vieni, regia di Edmo Fenoglio, 27 dicembre 1978.
- Il piacere dell'onestà di Luigi Pirandello, regia televisiva di Gianni Vaiano, 19 ottobre 1982.
- Il berretto a sonagli di Luigi Pirandello, regia televisiva di Maria Luisa Zazza, 20 dicembre 1985.

## Teatro
- La famiglia allarmante di Gerald Savory, regia di Memo Benassi, Milano, Teatro Odeon, 13 marzo 1939.
- Il campiello di Carlo Goldoni, regia di Renato Simoni, Venezia, Campiello del Piovan, 18 luglio 1939.
- Famiglia di Denis Amiel e Monique Amiel-Pétry, regia di Gherardo Gherardi, Milano, Teatro Olimpia, 4 gennaio 1940.
- Il re del bridge di Paul Armont e Léopold Marchand, regia di Gherardo Gherardi, Milano, Teatro Nuovo, 13 aprile 1940.
- Alla radio di C. North, C. Fuller e J. Nelson, regia di Romano Calò, Milano, Teatro Nuovo, 5 luglio 1940.
- La nostra età di Cesare Giulio Viola, regia di Ettore Giannini, Roma, Teatro Eliseo, 5 novembre 1940.
- I giorni più lieti di Giannino Antona Traversi, regia di Ettore Giannini, Milano, Teatro Manzoni, 16 aprile 1941.
- La nemica di Dario Niccodemi, regia di Annibale Betrone, Milano, Teatro Nuovo, 19 agosto 1941.
- Sei personaggi in cerca d'autore di Luigi Pirandello, regia di Guido Salvini, Milano, Teatro Odeon, 18 novembre 1941.
- Fedora di Victorien Sardou, regia di Renzo Ricci, Milano, Teatro Odeon, 6 dicembre 1941.
- Il piccolo santo di Roberto Bracco, regia di Renzo Ricci, Milano, Teatro Odeon, 18 dicembre 1941.
- Il pozzo dei miracoli di Bruno Corra e Giuseppe Achille, regia di Renzo Ricci, Milano, Teatro Odeon, 24 dicembre 1941.
- Francillon di Alexandre Dumas (figlio), Luigi Carini, Milano, Teatro Odeon, 17 gennaio 1942.
- Sly di Giovacchino Forzano, regia di Renzo Ricci, Milano, Teatro Odeon, 24 gennaio 1942.
- Come le foglie di Giuseppe Giacosa, regia di Renzo Ricci, Milano, Teatro Odeon, 20 maggio 1942.
- Il maestro di Luigi Antonelli, regia di Enzo Ferrieri, Milano, Teatro Odeon, 9 giugno 1942.
- Amarsi così di Vincenzo Tieri, regia di Renzo Ricci, Milano, Teatro Odeon, 5 ottobre 1942.
- Amleto di William Shakespeare, regia di Renzo Ricci, Milano, Teatro Odeon, 13 ottobre 1942.
- Terra sconosciuta di Gino Capriolo, regia di Renzo Ricci, Milano, Teatro Odeon, 19 ottobre 1942.
- La città d'oro di Richard Billinger, regia di Enzo Ferrieri, Milano, Teatro Olimpia, 8 giugno 1944.
- Trovar marito di Ferenc Herczeg, regia di Enzo Ferrieri, Milano, Teatro Olimpia, 7 agosto 1944.
- Ho sposato un angelo di János Vaszary, regia di Luciano Ramo, Milano, Teatro Olimpia, 17 settembre 1944.
- Questi ragazzi di Gherardo Gherardi, regia di Luciano Ramo, Milano, Teatro Olimpia, 22 settembre 1944.
- Giorni felici di Claude-André Puget, regia di Luciano Ramo, Milano, Teatro Olimpia, 25 settembre 1944.
- La Gioconda di Gabriele D'Annunzio, regia di Luciano Ramo, Milano, Teatro Olimpia, 11 ottobre 1944.
- Il mercante di Venezia di William Shakespeare, con Memo Benassi, Milano, Teatro Odeon, 6 dicembre 1945.
- Per venticinque metri di fango di Irwin Shaw, regia di Daniele D'Anza, Milano, Teatro del Castello, 8 luglio 1946.
- Florette e Patapon di Maurice Hennequin e Pierre Veber, Milano, Teatro Olimpia, 16 luglio 1946.
- La dame de chambre di Félix Gandéra, Milano, Teatro Olimpia, 7 agosto 1946.
- La seconda notte di Maurice Hennequin, Paul Bilhaud e Pierre Veber, regia di Antonio Gandusio, Milano, Teatro Olimpia, 14 agosto 1946.
- I due signori della signora di Félix Gandéra, Milano, Teatro Olimpia, 24 agosto 1946.
- La signorina mia madre di Henri Verneuil, Milano, Teatro Olimpia, 9 settembre 1946.
- Si stava meglio domani di Garinei e Giovannini, Milano, Teatro Lirico, 28 novembre 1946.
- Paura di Sem Benelli, regia di Sem Benelli, Roma, Teatro Quirino, 24 febbraio 1948.
- Le medaglie di Giorgio Bolza, regia di Carlo Veneziani, Sanremo, Teatro del Casinò, 22 novembre 1948.
- Giovannino di Sabatino Lopez, regia di Giulio Stival, Sanremo, Teatro del Casinò, 24 novembre 1948.
- Qualcuno in grigioverde di Antonio Greppi, regia di Carlo Veneziani, Teatro di Sanremo, 27 novembre 1948.
- Di là, in giardino di Salvator Gotta, regia di Giulio Stival, Sanremo, Teatro del Casinò, 29 novembre 1948.
- La nostra stella di Antonio Greppi e Giuseppe Achille, regia di Giulio Stival, Milano, Teatro Odeon, 16 maggio 1949.
- Caterina da Siena di Cesare Vico Lodovici, regia di Fernando De Crucciati, Roma, Teatro Quirino, 23 giugno 1950.
- Le escluse di Clotilde Masci, regia di Mario Landi, Roma, Teatro Eliseo, 25 luglio 1950.
- Arlecchino servitore di due padroni di Carlo Goldoni, regia di Giannino Galloni, Piccolo Piccolo Teatro di Genova, 14 novembre 1951.
- Il ballo dei ladri di Jean Anouilh, regia di Giulio Cesare Castello, Piccolo Teatro di Genova, 13 dicembre 1951.
- Svolta pericolosa di John Boynton Priestley, regia di Giulio Cesare Castello, Piccolo Teatro di Genova, 4 gennaio 1952.
- Aurelia di Giuseppe Lanza, regia di Carlo Lari, Piccolo Teatro di Genova, 29 febbraio 1952.
- Bobosse di André Roussin, regia di Giulio Cesare Castello, Piccolo Teatro di Genova, 15 marzo 1952.
- Piccoli borghesi di Maksim Gor'kij, regia di Giannino Galloni, Piccolo Teatro di Genova, 16 ottobre 1952.
- La Celestina di Fernando de Rojas, regia di Giannino Galloni, Piccolo Teatro di Genova, 5 dicembre 1952.
- I veleni non fanno male di Carlo Marcello Rietmann, regia di Alessandro Fersen, Piccolo Teatro di Genova, 9 gennaio 1953.
- Sei personaggi in cerca d'autore di Luigi Pirandello, regia di Giannino Galloni, Piccolo Teatro di Genova, 29 gennaio 1953.
- Il malato immaginario di Molière, regia di Alessandro Fersen, Piccolo Teatro di Genova, 28 febbraio 1953.
- Diana non vuole amore di Cesare Meano, regia di Cesare Meano, Roma, Teatro Goldoni, 6 dicembre 1953.
- La morale della signora Dulska di Gabriela Zapolska, regia di Lamberto Picasso, Roma, Teatro Pirandello, 5 marzo 1954.
- La morale della signora Dulska di Gabriela Zapolska, regia di Lucio Chiavarelli, Milano, Teatro Manzoni, 23 agosto 1954.
- Mon bebé di Maurice Hennequin e Margaret Mayo, regia di Romolo Costa, Milano, Teatro Manzoni, 13 luglio 1955.
- Il medico delle donne di Alfredo Bracchi, regia di Romolo Costa, Milano, Teatro Manzoni, 6 agosto 1955.
- La dame de chambre di Félix Gandéra, regia di Vito Molinari, Milano, Teatro Manzoni, 7 luglio 1956.
- L'Aristide buonanima di Alexandre Bisson, regia di Vito Molinari, Milano, Teatro Olimpia, 21 novembre 1956.
- Niente di dazio? di Maurice Hennequin e Pierre Veber, regia di Vito Molinari, Milano, Teatro Olimpia, 12 dicembre 1956.
- Bobosse di André Roussin, regia di Giacomo Vaccari, Milano, Teatro Manzoni, 27 giugno 1957.
- Ma non lo siamo un poco tutti di Federico Lonsdale, regia di Giacomo Vaccari, Milano, Teatro del Convegno, 23 agosto 1957.
- Gli agnellini mangiano l’edera di Noel Langley, regia di Giacomo Vaccari, Milano, Teatro del Convegno, 30 agosto 1957.
- Un ispettore in casa Birling di John Boynton Priestley, regia di Lamberto Picasso, Roma, Teatro Pirandello, 5 aprile 1958.
- Le luci della strada di Anna Bonacci, regia di Lamberto Picasso, Roma, Teatro delle Arti, 15 luglio 1958.
- Veglia la mia casa, angelo di Ketti Frings, regia di Luchino Visconti, Roma, Teatro Quirino, 10 ottobre 1958.
- L’intellettuale a letto di Renato Mainardi, regia di Enzo Ferrieri, Milano, Teatro del Convegno, 22 aprile 1959.
- Estate e fumo di Tennessee Williams, regia di Virginio Puecher, Roma, Teatro della Cometa, 20 novembre 1959.
- Il gabbiano di Anton Čechov, regia di Mario Ferrero, Roma, Teatro della Cometa, 14 gennaio 1960.
- Quando saremo giovani di Ferdinando Di Bagno, regia di Carlo Di Stefano, Roma, Teatro della Cometa, 5 marzo 1960.
- La seppia di Riccardo Rangoni, regia di Sandro Bolchi, Milano, Teatro Manzoni, 16 dicembre 1960.
- L'amante compiacente di Graham Greene, regia di Sandro Bolchi, Milano, Teatro Manzoni, 28 dicembre 1960.
- Don Giovanni involontario di Vitaliano Brancati, regia di Gianfranco De Bosio, Torino, Teatro Gobetti, 28 novembre 1961.
- L'occhio di pesce di Gennaro Pistilli, regia di Accursio Di Leo, Teatro Stabile di Palermo, 19 gennaio 1963.
- La favola del figlio cambiato di Luigi Pirandello, regia di Andrea Camilleri, Teatro Stabile di Palermo, 29 marzo 1963.
- Dopo la caduta di Arthur Miller, regia di Franco Zeffirelli, Milano, Teatro Manzoni, 1 novembre 1965. (ripresa)
- Giovanna del popolo, testo e regia di Marcello Sartarelli, Pisa, Teatro Verdi, 19 settembre 1966.
- Anche se vi voglio un gran bene, testo e regia di Pasquale Festa Campanile, Roma, Teatro Quirino, 17 dicembre 1970.
- Non svegliate la signora di Jean Anouilh, regia di Lucio Ardenzi, Milano, Teatro Nuovo, 3 novembre 1971.
- La signora delle camelie di Alexandre Dumas (figlio), regia di Giorgio De Lullo, Firenze, Teatro della Pergola, 16 dicembre 1975.
- Il piacere dell'onestà di Luigi Pirandello, regia di Lamberto Puggelli, Roma, Teatro Parioli, 24 ottobre 1978.
- Serata d'onore di Bernard Slade, regia di Alberto Lionello, Roma, Teatro Quirino, 1 ottobre 1980.
- Il nuovo testamento di Sacha Guitry, regia di Lamberto Puggelli, Correggio, Teatro Comunale, 4 novembre 1981.
- Il berretto a sonagli di Luigi Pirandello, regia di Luigi Squarzina, Milano, Teatro Nazionale, 13 marzo 1984.
- Il signore va a caccia di Georges Feydeau, regia di Gianni Fenzi, Roma, Teatro delle Arti, 4 dicembre 1986.
- La pazza di Chaillot di Jean Giraudoux, regia di Pietro Carriglio, Palermo, Teatro Biondo, 29 gennaio 1988.
- Il prigioniero della seconda strada di Neil Simon, regia di Marco Parodi, Cesena, Teatro Bonci, 19 ottobre 1988.
- Non si può mai sapere di André Roussin, regia di Marco Parodi, Milano, Teatro Carcano, 27 febbraio 1990.
- Pigmalione di George Bernard Shaw, regia di Silverio Blasi, Roma, Teatro Valle, 17 ottobre 1991.
- Mogli, mariti, amanti di Sacha Guitry, regia di Alberto Lionello, Roma, Teatro Nazionale, 16 febbraio 1993.

## Radio
- L'ereditiera, commedia di Ruth e Goetz, regia di Renzo Ricci, trasmessa il 14 giugno 1951.
- Una strana giornata di Alice di Giuseppe D’Avino, regia di Giandomenico Giagni, 14 febbraio 1973.
- La grande casa di Brendan Behan, regia di Romeo De Baggis, 18 gennaio 1974.
- Il nostro comune amico di Charles Dickens, regia di Gilberto Visintin, dal 14 febbraio al 4 marzo 1977.
- Gioco di specchi in un vecchio caffè di provincia di Aldo Selleri, regia di Gilberto Visintin, 21 settembre 1977.